# 下阿连特茹省

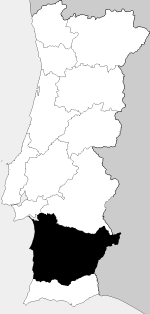
黑色区域為上阿連特茹省

下阿連特茹（葡萄牙語：Baixo Alentejo）位於葡萄牙中南部，是葡萄牙歷史上的一个省份。包括今日的貝雅區和塞圖巴爾區的一部分。中世紀此地被稱為奧里克(Qurique)。